# Сергеева, Лилия Анатольевна
Лилия Анатольевна Сергеева (26 июля 1949) — советская и российская театральная актриса, народная артистка России (2006).

## Биография
Родилась 26 июля 1949 года в Ханты-Мансийске в театральной семье. Родители её повстречались на Дальнем Востоке. Отец служил в передвижном театре, где был комедийным артистом. Первая роль Лилии состоялась в возрасте пяти лет.
Окончила Дальневосточный педагогический институт искусств. После работала в Театре Тихоокеанского флота.
В 1983 году приехала в Новгород и стала работать актрисой Новгородского Академического театра драмы им. Ф. М. Достоевского. Здесь она от актрисы массовки прошла путь до народной артистки России. Побывала с гастролями во многих городах. Основными амплуа актрисы можно выделить характерные героини и комедийные героини.
Роль Вовы Пестикова, в комедии Сергея Михалкова «Сомбреро», стала для актрисы одной из самых запоминающейся. А роль Марии Лукьяновны в «Самоубийце» Эрдмана — одной из самых любимых и важных.

## Награды
- Заслуженная артистка России (1998).
- Народная артистка России (2006).

## Работы в театре
- Акулина — Л. Н. Толстой «Власть тьмы»;
- Соня Гурвич — Б.Васильев «А зори здесь тихие»;
- Жермена — Ф.Брукнер «Героическая комедия»;
- Зоя — М.Булгаков «Зойкина квартира»;
- Герольд — Шарль Перро «Спящая красавица» (1983);
- Акулина — Л. Н. Толстой «Коготок увяз — всей птичке пропасть» (1984);
- Зина — Э.Акопов «Почти рождественский рассказ» (1987);
- Зина — М.Гараев «Аукцион» (1987);
- Кира Воронцова — Г.Рябкин «Модели сезона» (1987);
- Мария Лукьяновна — Н.Эрдман «Самоубийца» (1988);
- Марлен — Жан Пуаре «Семейный уикенд» (1988);
- Констанция — Л.Разумовская «Сон старого дома» (1989);
- Хвеська — Н.Садур «Панночка» (1990);
- Мать Ванюши/Лихоманка болотная красавица — А.Казанцев «Сказ о Змее Трехголовиче и богатыре Иване Петровиче» (1990);
- Джованни Боккаччо «Декамерон» (1992);
- Донна Эльвира/Донна Белиза — Макс Фриш «Севильский озорник» (1993);
- Ада — Алехандро Касона «Три супруги-совершенства» (1993);
- Фелисата Герасимовна Кукушкина — А. Н. Островский «Одиссея последнего романтика» («Доходное место») (1993);
- Мариторнес — М.Булгаков «Дон Кихот» (1994);
- Марья — В.Новацкий, Р.Сеф «Емелино счастье» (1994);
- Тамара — А. И. Куприн «Яма» (1995);
- Анна — Анри де Мантон «Челядь» (1995);
- Черт — О.Флегонтова, В.Данилевский «Иван-Буян» (1996);
- Призм — Оскар Уайльд «Как важно быть серьезным» (1996);
- Красавина — А. Н. Островский «Праздничный сон — до обеда» (1996);
- Виктория — Оноре де Бальзак «Школа супружества» (1996);
- Пепита — Клод Манье «Авантюрист с мольбертом» (1996);
- Арджентина — Карло Гольдони «Ловкая служанка» (1997);
- Жена немца/Мавра — Ф. М. Достоевский «Пассаж в пассаже» (1997);
- Габи — Робер Тома «Восемь любящих женщин» (1999);
- Валя — В.Гуркин «Прибайкальская кадриль» (1999);
- Татьяна — Н.Птушкина «Божественная уловка» (2000);
- Ивон — Нил Саймон «Банкет» (2003);
- Мери — Рэй Куни «Мужчина в подарок» (2003);
- Майя Ивановна — Н.Птушкина «Браво, Лауренсия!» (2004);
- Анна Андреевна — Н. В. Гоголь «Ревизор» (2004);
- Дженифер Фостер — Джером Тедоров «Сосед и соседка» (2005);
- Мартина — Ж.-Б.Мольер «Врачебные тайны» (2006);
- Лидка — Е.Унгард «Сны о несбывшейся любви» («День космонавтики») (2007);
- Спасоевич — Бранислав Нушич «ДР.» («Доктор философии») (2007);
- Флоренс Снайдер — Кен Людвиг «Примадонны» (2008);
- Новгородка — «Александр Невский» (2009);
- Мальвина Михайловна Петрова — А.Иванов «Божьи одуванчики» (2009);
- Марселина — П.Бомарше «Женитьба Фигаро» (2010);
- Фекла Ивановна — Н. В. Гоголь «Женихи» (2011).

## Фильмография
Лилия Сергеева исполнила две роли в кино:
- 1993 — Я, Фейербах, эпизод;
- 2004 — Близнецы, Александра Митрофановна Моторина, судья;